# Hierro (periódico)
Hierro fue un periódico español de carácter vespertino editado en la ciudad de Bilbao entre 1937 y 1983. Perteneciente a la Cadena de Prensa del «Movimiento», constituyó el órgano oficial de FET y de las JONS en Vizcaya.

## Historia
El diario Hierro fue fundado poco después de que la ciudad de Bilbao hubiera sido conquistada por las fuerzas franquistas. El primer número salió a la calle el 5 de julio de 1937. Para la dirección fue designado el escritor falangista José Antonio Giménez-Arnau —que sería primer director—, mientras que José Vicente Puente era redactor-jefe.
En sus primeros tiempos coexistió con otro diario del partido único, El Correo Español que salió a la calle el 6 de julio como órgano provincial de FET y de las JONS. No obstante, esta coexistencia no durará mucho tiempo, ya que en abril de 1938 este periódico se unió con El Pueblo Vasco para dar lugar a El Correo Español-El Pueblo Vasco. Tras esto, Hierro quedó como el único diario de Falange en Bilbao. Acabaría consolidándose como el periódico de FET y de las JONS en Vizcaya
Inicialmente Hierro usó las instalaciones y la maquinaria del antiguo diario Euzkadi, órgano oficial del PNV que había sido incautado por las fuerzas sublevadas. Posteriormente su sede se trasladó a la del antiguo diario El Liberal, propiedad del líder socialista Indalecio Prieto. Durante la Dictadura franquista el diario pasó a formar parte de la Cadena de Prensa del Movimiento, coexistiendo en la capital vizcaína con otros diarios como La Gaceta del Norte o El Correo Español-El Pueblo Vasco. Hierro no disfrutó tradicionalmente de una gran difusión entre la población —en su mejor momento, 1945, apenas si superó los 20000 ejemplares—.
Bajo la dirección de Julio Campuzano se intentó implementar una cierta modernización, sin éxito. Tras la muerte de Franco, el diario Hierro entró en una fuerte decadencia. Integrado en el organismo público Medios de Comunicación Social del Estado (MCSE), el gobierno decidió el cierre del diario debido a las continuas pérdidas económicas y al reducido número de lectores que tenía. El 14 de febrero de 1983 el diario publicó su último número y fue clausurado.

## Directores
Por la dirección del diario pasaron, entre otros, José Antonio Giménez-Arnau, José Molina Plata, José Luis Banús, Julio Campuzano o Laureano Muñoz Viñarás.